# Sara Słonimska

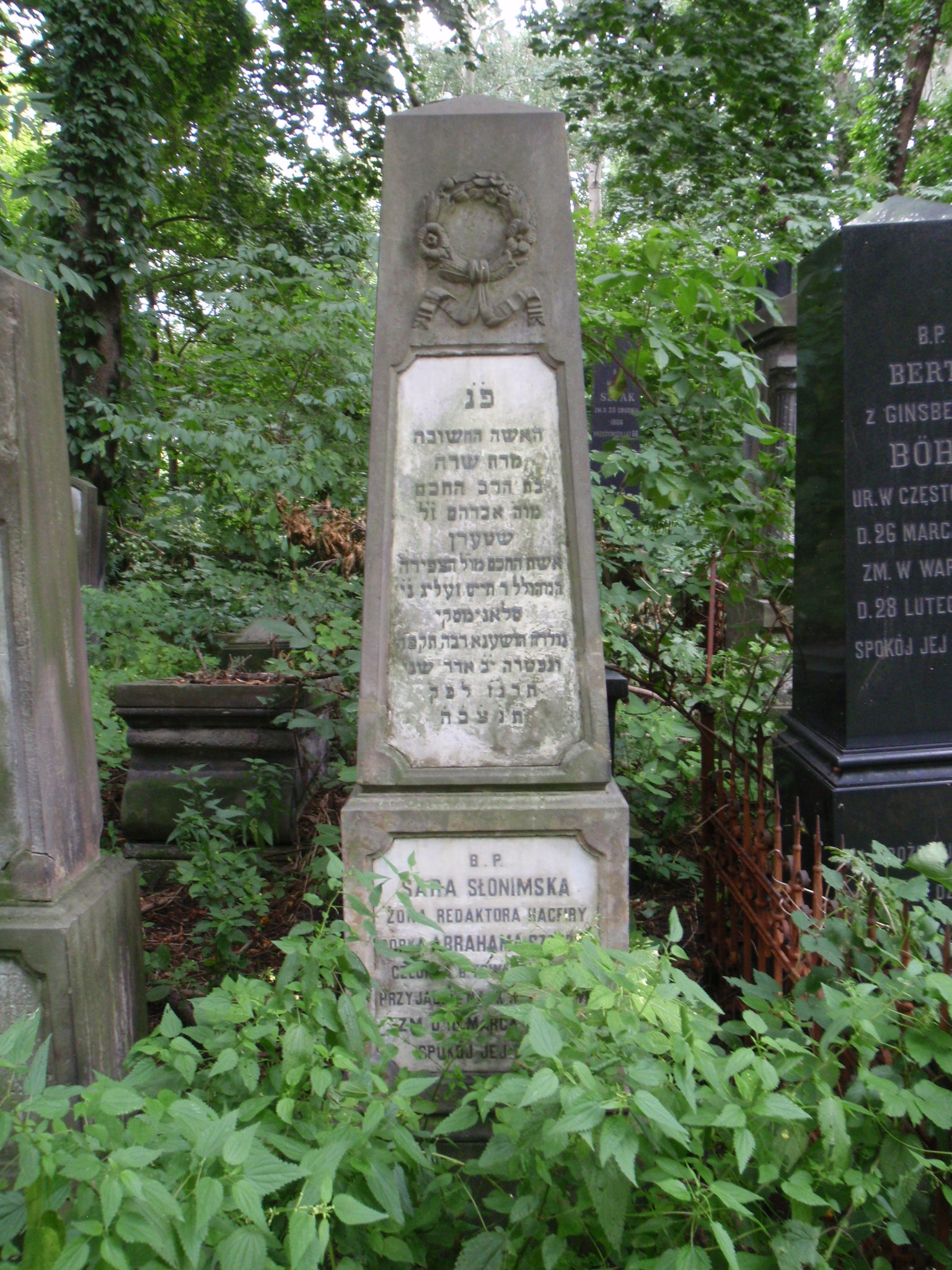
Grób Sary Słonimskiej na cmentarzu żydowskim przy ulicy Okopowej w Warszawie

Sara (Salomea) Słonimska z domu Stern (ur. 13 października 1824 w Warszawie, zm. 16 marca 1897 tamże) – polsko-żydowska poetka, opiekunka kółka dramatycznego, zwolenniczka asymilacji Żydów, druga żona Chaima Zeliga Słonimskiego.

## Rodzina
Była najmłodszą córką Abrahama Jakuba Sterna (1769–1842), matematyka, uczonego i wynalazcy. Jej bratem był Izaak Stern, nauczyciel w Warszawskiej Szkole Rabinów. W 1842 wyszła za mąż za Chaima Zeliga Słonimskiego (1810–1904). Mimo różnicy wieku małżeństwo Słonimskich było zgodne i udane. Sara przeżyła z mężem 55 lat. Mieli pięciu synów: zmarłego w dzieciństwie Abrama Jakuba (1845–1849), Ludwika vel Leonida (1849–1918), ekonomistę i publicystę rosyjskiego, Michała (ur. 1850), Stanisława (1853–1916), lekarza i Józefa (1860–1934), lingwistę, literata i nauczyciela. Sara była babką Antoniego Słonimskiego, pisarza okresu międzywojennego i powojennego, syna Stanisława.

## Edukacja i światopogląd
Za sprawą ojca otrzymała staranne wykształcenie, co przejawiało się w jej dobrej znajomości języków obcych (m.in. polskiego, francuskiego, hebrajskiego, niemieckiego i rosyjskiego). Została wychowana w duchu haskali. Wyrosła na osobę o postępowym światopoglądzie, pisywała własne utwory poetyckie, dyskutowała na tematy literackie, propagowała działalność amatorskiego teatru żydowskiego. Była osobą nietuzinkową, zaradną, energiczną, doceniającą wartość badań naukowych. Popierała działalność naukową i wynalazczą męża, który w roku 1845 ulepszył maszynę matematyczną stworzoną przez jej ojca i był autorem szeregu wynalazków.  

## Działalność literacka i kulturalna
Jako zwolenniczka haskali wychowywała dzieci w duchu poszanowania polskości (w domu Słonimskich mówiło się po polsku), ale i zachowania tradycyjnych wartości żydowskich (religii i kultury). Sara Słonimska pisywała wiersze (w kilku językach). Była też propagatorką literatury żydowskiej tworzonej w języku jidysz i po hebrajsku. Chętnie czytywała znajomym własne i cudze utwory poetyckie. Popierała zabiegi męża prowadzące do wydawania w języku hebrajskim czasopisma Ha-cefira (Jutrzenka). Podobno była nieoficjalnym recenzentem tekstów publikowanych w tym czasopiśmie. Mąż bardzo liczył się z jej opinią w sprawach literackich. 

## Koło dramatyczne
W roku 1862 w Żytomierzu wystawiła z pomocą uczniów miejscowej szkoły rabinackiej sztukę żydowską dra Ettingera z Zamościa pt. Serkełe. Chociaż oficjalnym opiekunem aktorów-amatorów był Chaim Zelig Słonimski, podówczas (w latach 1861–1973) inspektor Szkoły Rabinów w Żytomierzu, Sara Słonimska była faktyczną inicjatorką, reżyserką i scenarzystką przedstawienia. Spektakl odniósł duży sukces i stał się impulsem do stworzenia teatru żydowskiego w Polsce i za granicą (w przedstawieniu zadebiutował 22-letni Abraham Goldfaden, poeta i dramaturg żydowski, autor licznych sztuk w języku jidysz, późniejszy twórca żydowskiego teatru narodowego). 

## Miejsca pobytu
Do roku 1846 mieszkała w Warszawie, następnie – w latach 1846–1858 – zamieszkała wraz z mężem i dziećmi w Tomaszowie Mazowieckim, potem ponownie w Warszawie, zaś w latach 1861–1873 – w Żytomierzu. Od roku 1873 wróciła do rodzinnego miasta. Zmarła w Warszawie, przeżywszy 73 lata. Została pochowana tamże w głównej alei cmentarza żydowskiego przy ul. Okopowej (kwatera 71).

## Literatura
- Janina Kumaniecka: Saga rodu Słonimskich. Warszawa: 2003, s. 44–47, 52, 56, 61, 73, 85, 147.
- Krzysztof Tomasz Witczak, Słownik biograficzny Żydów tomaszowskich, Łódź - Tomaszów Mazowiecki 2010: Wydawnictwo Uniwersytetu Łódzkiego, s. 215-216.